# Pyrargyriet
Het mineraal pyrargyriet is een zilver-antimoon-sulfide met de chemische formule Ag3SbS3.

## Eigenschappen
Het opaak tot doorschijnend roodgrijs tot dieprode pyrargyriet heeft een submetallische glans, een kersrode streepkleur en het mineraal kent een slechte splijting volgens het kristalvlak [1011]. Het kristalstelsel is trigonaal. Pyrargyriet heeft een gemiddelde dichtheid van 5,85, de hardheid is 2,5 en het mineraal is niet radioactief.

## Naamgeving
De naam van het mineraal pyrargyriet is afgeleid van de Oudgriekse woorden πῦρ, pur ("vuur") en ἄργυρος, arguros, dat "zilver" betekent. Het mineraal werd zo genoemd vanwege de zilverinhoud en de kleur.

## Voorkomen
Pyrargyriet is een mineraal dat als secundair mineraal voorkomt in hydrothermale aders van lage temperatuur. Een typelocatie is Fresnillo, Zacatecas en Guanajuato, Mexico.